# Obrożnik
Obrożnik (Dicrostonyx) – rodzaj ssaków z podrodziny karczowników (Arvicolinae) w obrębie rodziny chomikowatych (Cricetidae).

## Rozmieszczenie geograficzne
Rodzaj obejmuje gatunki występujące w Ameryce Północnej i Azji.

## Morfologia
Długość ciała (bez ogona) 88–160 mm, długość ogona 9–22 mm; masa ciała 35–155 g.

## Systematyka
Rodzaj zdefiniował w 1841 roku niemiecki zoolog Constantin Wilhelm Lambert Gloger w książce swojego autorstwa poświęconej historii naturalnej. Gloger w swojej diagnozie nie wymienił żadnego gatunku; na gatunek typowy wyznaczono (późniejsze oznaczenie) obrożnika labradorskiego (D. hudsonius)

### Etymologia
- Cuniculus: łac. cuniculus ‘królik’[14]. Gatunek typowy: Wagler wymienił dwa gatunki – Mus torquatus Pallas, 1779 i Mus lemmus Linnaeus, 1758 – z których gatunkiem typowym jest Mus torquatus Pallas, 1778.
- Dicrostonyx: gr. δικρος dikros ‘rozwidlony’; ονυξ onux, ονυχος onukhos ‘pazur’[15].
- Myolemmus: gr. μυς mus, μυος muos ‘mysz’; rodzaj Lemmus Link, 1795 (leming)[16]. Gatunek typowy (oznaczenie monotypowe): 	Arvicola (Myolemmus) ambiguus Pomel, 1853 (nomen dubium).
- Misothermus: gr. μισεω miseō ‘nienawidzić’; θερμος thermos ‘ciepło, gorąc’[17]. Gatunek typowy (oryginalne oznaczenie): Mus torquatus Pallas, 1778.
- Borioikon (Borioicon): gr. τα βορεια ta boreia ‘północ’; οικων oikōn ‘mieszkaniec’[18]. Gatunek typowy (oznaczenie monotypowe): Mus torquatus Pallas, 1778.
- Tylonyx: gr. τυλος tulos ‘stwardniały, guzek’; ονυξ onux, ονυχος onukhos ‘pazur, paznokieć’[19]. Gatunek typowy (oznaczenie monotypowe): Mus torquatus Pallas, 1778.

### Podział systematyczny
Do rodzaju należą następujące występujące współcześnie gatunki zgrupowane w dwóch podrodzajach:
| Podrodzaj   | Grafika | Gatunek                   | Autor i rok opisu | Nazwa zwyczajowa     | Podgatunki         | Rozmieszczenie geograficzne | Podstawowe wymiary                              | Status IUCN |
| ----------- | ------- | ------------------------- | ----------------- | -------------------- | ------------------ | --- | ----------------------------------------------- | ----------- |
| Myolemmus   |         | Dicrostonyx torquatus     | (Pallas, 1778)    | obrożnik tundrowy    | 3 podgatunki       | endemit Rosji (Morze Białe na wschód do półwyspów Czukockiego i Kamczatki, Nowa Ziemia i Wyspy Nowosyberyjskie)                                                                              | DC: 8,8–14 cm DO: 1,1–2,1 cm MC: 63–155 g       | LC          |
| Dicrostonyx |         | Dicrostonyx groenlandicus | (Traill, 1823)    | obrożnik grenlandzki | 6 podgatunków      | północno-wschodnia Rosja (Wyspa Wrangla), północno-zachodnie Stany Zjednoczone (Alaska), północna Kanada (północny Jukon na wschód do północnego Nunavut, Archipelag Arktyczny) i Grenlandia | DC: 11,3–15,1 cm DO: 1,1–2,2 cm MC: 52–114 g    | LC          |
| Dicrostonyx |         | Dicrostonyx richardsoni   | Merriam, 1900     | obrożnik zmienny     | gatunek monotypowy | endemit Kanady (południowo-wschodnie Terytoria Północno-Zachodnie do północno-wschodniej Manitoby, na zachód od Zatoki Hudsona)                                                              | DC: 10,6–13,5 cm DO: 0,9–1,5 cm MC: 35–90 g     | LC          |
| Dicrostonyx |         | Dicrostonyx hudsonius     | (Pallas, 1778)    | obrożnik labradorski | gatunek monotypowy | endemit Kanady (północny Quebec i Labrador (włącznie z Wyspami Belchera i King George) | DC: 11,2–16 cm DO: 1,2–2,2 cm MC: 40–90 g       | LC          |
| Dicrostonyx |         | Dicrostonyx nunatakensis  | Youngman, 1967    | obrożnik górski      | gatunek monotypowy | endemit Kanady (skaliste siedliska w górach Ogilvie (północny Jukon)) | DC: 11,7–11,8 cm DO: 1,1–1,2 cm MC: brak danych | LC          |
| Dicrostonyx |         | Dicrostonyx nelsoni       | Merriam, 1900     | obrożnik alaskański  | gatunek monotypowy | endemit Stanów Zjednoczonych (zachodnia Alaska, od półwyspu Seward na południe do półwyspu Alaska oraz Wyspa Świętego Wawrzyńca)                                                             | DC: 12,6–13,5 cm DO: 0,9–1,3 cm MC: 45–72 g     | LC          |
| Dicrostonyx |         | Dicrostonyx unalascensis  | Merriam, 1900     | obrożnik wyspowy     | gatunek monotypowy | endemit Stanów Zjednoczonych (wyspa Unalaska (Aleuty u wybrzeży Alaski)) | brak danych                                     | DD          |

Kategorie IUCN:  LC  – gatunek najmniejszej troski,  DD  – gatunki o nieokreślonym stopniu zagrożenia.
Opisano również gatunki wymarłe z okresu plejstocenu:
- Dicrostonyx gulielmi (Sanford, 1870)[22] (Wielka Brytania)
- Dicrostonyx renidens Zazhigin, 1974[23] (Rosja)
- Dicrostonyx simplicior Fejfar, 1966[24] (Czechy)